# Simone Faggioli
Simone Faggioli (Bagno a Ripoli, 24 luglio 1978) è un pilota automobilistico italiano, undici volte campione europeo della montagna (2005, 2009, 2010, 2011, 2012, 2013, 2014, 2015, 2016, 2017, 2019) e vincitore della Pikes Peak International Hill Climb nel 2025.
È figlio di Mario Faggioli, anche lui pilota specializzato nelle corse in salita.

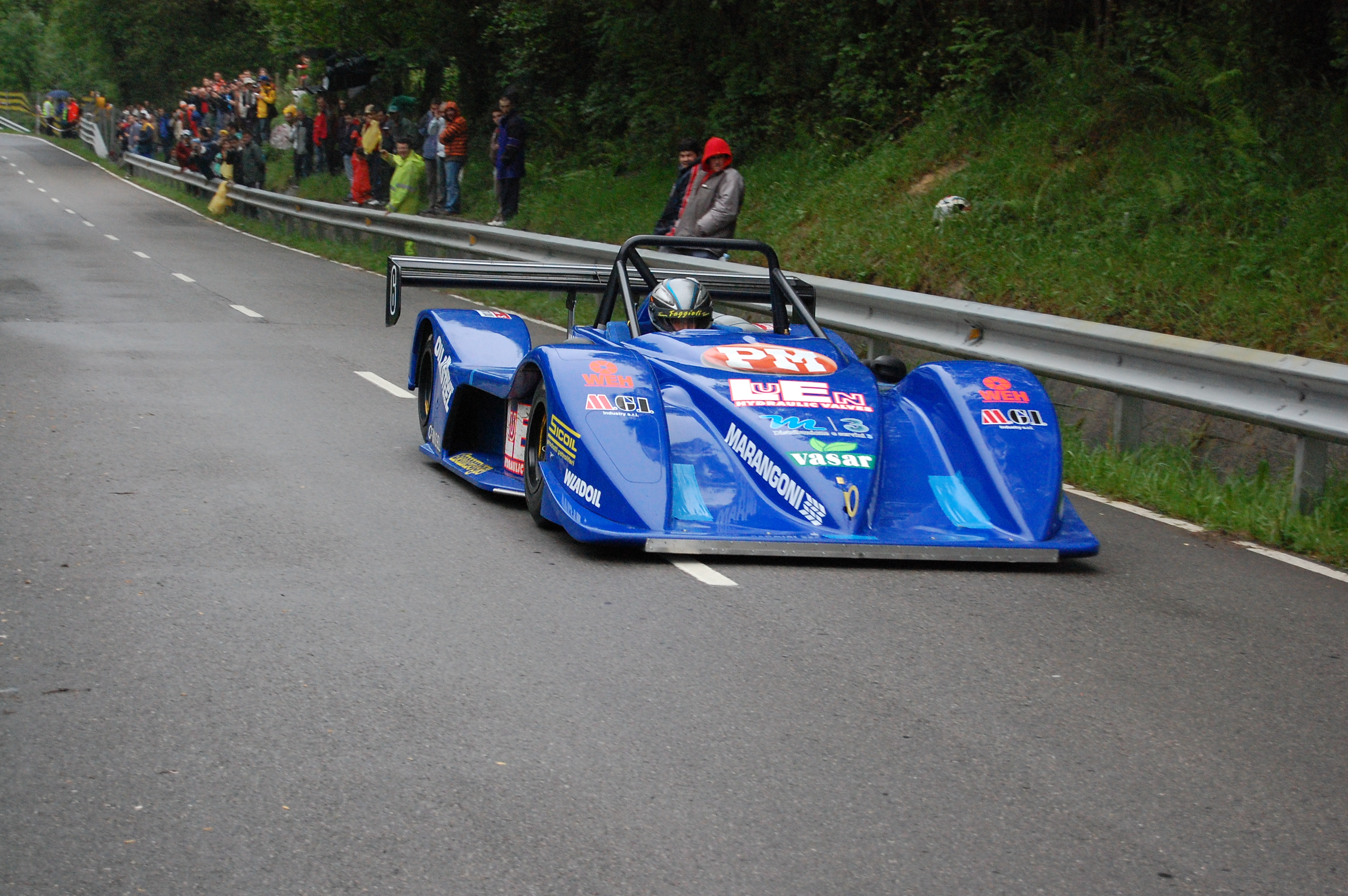
Faggioli al volante della Osella PA27 nel 2008

## Biografia
Oltre agli undici titoli europei, si è laureato anche diciotto volte campione italiano velocità montagna, superando così i 26 titoli del leggendario Mauro Nesti, il quale vinse 17 campionati italiani e 9 europei. 
Dal 2014 corre con una Norma M20 FC e in passato ha gareggiato con alcune Osella, per una sua scuderia, il Team Faggioli, supportata però dalla casa ufficiale di Enzo Osella.
Il 2008, tuttavia, fu una stagione difficile per Faggioli e per i piloti di vetture prototipo, in quanto le formula 3000 dominarono in lungo e largo il campionato europeo. Faggioli sul finale di stagione centrò comunque tre successi consecutivi e l'anno successivo, al volante della nuova Osella FA30, una monoposto a ruote coperte motorizzata con un 3 litri Zytek da competizione, tornò a conquistare il titolo europeo, ripetendosi anche sulla Norma, con cui ha centrato il titolo continentale fino al 2019, anno in cui ha conquistato l’alloro europeo ex aequo col rivale di sempre Christian Merli. 
Il 23-24 Giugno 2018 ha partecipato alla leggendaria Pikes Peak International Hill Climb in Colorado, a bordo di una Norma costruita appositamente per sfidare le mutevoli e avverse condizioni climatiche. Simone, in questa trasferta, è stato supportato dal team Pirelli e da Norma.

## Palmarès
| Stagione | Campionato                            | Categoria   | Vettura                  | Risultato |
| -------- | ------------------------------------- | ----------- | ------------------------ | --------- |
| 2002     | Campionato Italiano Velocità Montagna | CN4         | Osella PA20S             | 1         |
| 2003     | Campionato Italiano Velocità Montagna | CN4         | Osella PA20S             | 1         |
| 2004     | Campionato Italiano Velocità Montagna | CN4         | Osella PA21S             | 1         |
| 2005     | Campionato europeo della montagna     | 2           | Osella PA21S             | 1         |
| 2006     | Campionato Italiano Velocità Montagna | CN4         | Osella PA21S             | 1         |
| 2007     | Campionato Italiano Velocità Montagna | CN4         | Osella PA21S             | 1         |
| 2008     | Campionato europeo della montagna     | 2           | Osella PA27              | 3         |
| 2009     | Campionato europeo della montagna     | 2           | Osella FA30              | 1         |
| 2010     | Campionato europeo della montagna     | 2           | Osella FA30              | 1         |
| 2010     | Campionato Italiano Velocità Montagna | Gruppo E2M  | Osella FA30              | 1         |
| 2011     | Campionato europeo della montagna     | 2           | Osella FA30              | 1         |
| 2011     | Campionato Italiano Velocità Montagna | Gruppo E2M  | Osella FA30              | 1         |
| 2012     | Campionato europeo della montagna     | 2           | Osella FA30              | 1         |
| 2012     | Campionato Italiano Velocità Montagna | Gruppo E2M  | Osella FA30              | 1         |
| 2013     | Campionato europeo della montagna     | 2           | Osella FA30              | 1         |
| 2013     | Campionato Italiano Velocità Montagna | Gruppo E2M  | Osella FA30              | 1         |
| 2014     | Campionato europeo della montagna     | 2           | Norma M20 FC             | 1         |
| 2014     | Campionato Italiano Velocità Montagna | Gruppo E2B  | Norma M20 FC             | 1         |
| 2015     | Campionato europeo della montagna     | 2           | Norma M20 FC             | 1         |
| 2015     | Campionato Italiano Velocità Montagna | Gruppo E2B  | Norma M20 FC             | 1         |
| 2016     | Campionato europeo della montagna     | 2           | Norma M20 FC/Osella FA30 | 1         |
| 2016     | Campionato Italiano Velocità Montagna | Gruppo E2SC | Norma M20 FC             | 1         |
| 2016     | FIA Hill Climb Masters                | 2           | Norma M20 FC             | 1         |
| 2017     | Campionato europeo della montagna     | 2           | Norma M20 FC             | 1         |
| 2018     | Pikes Peak International Hill Climb   | Unlimited   | Norma M20 SF PKP         | 2         |
| 2018     | FIA Hill Climb Masters                | 2           | Norma M20 FC             | 2         |
| 2019     | Campionato europeo della montagna     | 2           | Norma M20 FC             | 1         |
| 2019     | Campionato Italiano Velocità Montagna | Gruppo E2SC | Norma M20 FC             | 1         |
| 2020     | Campionato Italiano Velocità Montagna | Gruppo E2SC | Norma M20 FC             | 1         |
| 2021     | Campionato europeo della montagna     | 2           | Norma M20 FC             | 2         |
| 2021     | Campionato Italiano Velocità Montagna | Gruppo E2SC | Norma M20 FC             | 1         |
| 2021     | FIA Hill Climb Masters                | 2           | Norma M20 FC             | 3         |
| 2022     | Campionato Italiano Velocità Montagna | Gruppo E2SC | Norma M20 FC             | 1         |
| 2023     | Campionato Italiano Velocità Montagna | Gruppo E2SC | Norma M20 FC             | 1         |
| 2025     | Pikes Peak International Hill Climb   |             | Nova Proto NP01 Bardahl  | 1         |

## Riconoscimenti
Nel 2010 ha ricevuto il prestigioso premio Volante d'Oro della CSAI.